# Луцій Емілій Мамерцін (військовий трибун з консульською владою 391 року до н. е.)
Лу́цій Емі́лій Мамерці́н (лат. Lucius Aemilius Mamercinus; IV століття до н. е.) — політичний, державний і військовий діяч Римської республіки; п'ятикратний військовий трибун з консульською владою (консулярний трибун) 391, 389, 387, 383 і 382 років до н. е.

## Біографія
Походив з патриціанського роду Еміліїв. Про батьків, молоді роки Луція Емілія відомості не збереглися.

### Перша трибунська каденція
391 року до н. е. його було вперше обрано військовим трибуном із консульською владою разом із Луцієм Фурієм Медулліном, Сервієм Сульпіцієм Камеріном Руфом, Луцієм Лукрецієм Триципітіном Флавом, Агріппою Фурієм Фузом і Гаєм Емілієм Мамерціном. Того року велись бойові дії проти етрусків та їхніх союзників, які закінчились вдало для Римської республіки. Разом з тим відбулася моровиця в Римі. Наприкінці цієї каденції гали на чолі з Бренном вторглися в Італію.

### Друга трибунська каденція
389 року до н. е. його було вдруге обрано військовим трибуном з консульською владою разом з Луцієм Валерієм Публіколою, Луцієм Вергінієм Трікостом, Авлом Манлієм Капітоліном, Публієм Корнелієм і Луцієм Постумієм Альбіном Регілленом. Під час цієї каденції диктатор Марк Фурій Камілл після 70 років боротьби Римської республіки проти вольськів зрештою змусив їх підкоритися. Водночас екви та етруски атакували союзників Риму з міста Сутрі. Проти них виступили римські війська на чолі з Луцієм Емілієм.

### Третя трибунська каденція
У 387 році до н. е. його було втретє обрано військовим трибуном з консульською владою разом з Луцієм Папірієм Курсором, Луцієм Валерієм Публіколою, 
Гнеєм Сергієм Фіденатом Коксоном і Ліцінієм Мененієм Ланатом. Протягом цієї каденції було створено 4 нові триби: Стеллатіна, Троментіна, Сабатіна і Арнієнса, довівши таким чином їхню чисельність до 25. Народні трибуни знову пропонували виділення Понтійських земель для вольськів.

### Четверта трибунська каденція
383 року до н. е. його було вчетверте обрано військовим трибуном з консульською владою разом з Луцієм Валерієм Публіколою, Сервієм Сульпіцієм Руфом, Авлом Манлієм Капітоліном, Луцієм Лукрецієм Триципітіном Флавом і Марком Требонієм. Під час цієї каденції спалахнули декілька повстань проти Римської республіки, але військові дії не проводили через голод та моровицю, які виникли в Римі.

### П'ята трибунська каденція
У 382 році до н. е. його було вп'яте обрано військовим трибуном з консульською владою разом із Луцієм Папірієм Крассом, Гаєм Сульпіцієм Камеріном, Спурієм Папірієм Крассом, Квінтом Сервілієм Фіденатом і Сервієм Корнелієм Малугіненом.
Луцій Емілій, його тезка Луцій і Спурій Папірії командували легіонами, які перемогли жителів Веллетрі, тоді як інших військових трибунів сенат разом із частиною військ залишив у Римі, щоб захистити місто від інших нападів.
Про подальшу долю Луція Емілія відомостей немає.

## Родина
- Луцій Емілій Мамерцін, консул 366 та 363 років до н.е.